# Gatling Gears
Gatling Gears is een twin-stick-shooter ontwikkeld door de Nederlandse computerspelontwikkelaar Vanguard Games. Het spel speelt zich af in het Mistbound-universum, dat ook het decor vormt voor de eerdere titel Greed Corp. Het spel werd in mei 2011 uitgebracht voor pc, Xbox 360 en PlayStation 3.

## Spelverloop
In Gatling Gears nemen spelers de rol aan van Max Brawley, een voormalige piloot van de Empire die, gedesillusioneerd door zijn verleden, zich bij de Freemen Rebels aansluit om tegen zijn voormalige werkgevers te strijden. Het spel wordt gespeeld vanuit een top-downperspectief, waarbij spelers een mechanische eenheid, de "Walker", besturen. Deze Walker is uitgerust met diverse wapens, waaronder een Gatling-gun, een kanon, granaten en een schokgolfaanval. Tijdens het spel verzamelen spelers goudstaven, die worden gebruikt om de wapens en bepantsering van hun Walker te upgraden. Naast de campagnemodus biedt het spel een "survival"-modus waarin spelers golven vijanden moeten overleven en bepaalde doelen moeten beschermen. Bovendien bevat Gatling Gears een co-op-modus, zowel lokaal als online.

## Ontwikkeling
Oorspronkelijk heette het spel Gun Storm, maar de naam werd veranderd in Gatling Gears om verwarring met EA's Bulletstorm te voorkomen. De ontwikkeling van het spel ondervond enige vertraging door de PlayStation Network-hack van 2011, wat leidde tot een latere uitgave op de PlayStation 3 en mogelijk een verminderde verkoop. Na Gatling Gears richtte Vanguard Games zich op de ontwikkeling van Halo: Spartan Assault, een titel die enkele elementen van Gatling Gears overnam, zij het in een ander genre en vanuit een ander perspectief.

## Ontvangst
Gatling Gears werd over het algemeen positief ontvangen. Het spel werd geprezen om zijn gameplay, uitdagende gevechten en visueel uiterlijk. De kleurrijke, cartoonachtige kunststijl vormde een opvallend contrast met de hectische gameplay. Niettemin merkten sommige recensenten op dat de gameplay repetitief kon worden en dat de multiplayer-modus te maken had met problemen.